# Aconaemys fuscus
Aconaemys fuscus är en däggdjursart som först beskrevs av Waterhouse 1842.  Aconaemys fuscus ingår i släktet Aconaemys och familjen buskråttor. IUCN kategoriserar arten globalt som livskraftig. Inga underarter finns listade.

## Utseende
Djuret liknar andra buskråttor i utseende med ganska stort huvud, avrundade öron, långa morrhår och korta extremiteter. Vid framtassarna finns fyra tår och vid bakfötterna fem tår som är utrustade med kraftiga klor. Pälsen har en tät underull och långa täckhår med gråbrun färg.

## Utbredning och habitat
Aconaemys fuscus lever i Anderna i västcentrala Argentina och i Chile mellan 33:e och 41.e södra breddgraden. Individer upptäcktes även i 4000 meter höjd. Habitatet utgörs av kyla fuktiga skogar.

## Ekologi
Vanligen lever flera individer tillsammans i ett komplext tunnelsystem. Födan utgörs av olika växtdelar som gräs, frön, bark eller rötter. Parningstiden ligger vanligen mellan juli och januari. Efter dräktigheten som varar cirka 75 dagar föds 2 till 5 blind ungar. De öppnar ögonen efter ungefär 4 dagar och 2 månader senare slutar honan med digivning.